# Paskov
Paskov é uma cidade checa localizada na região de Morávia-Silésia, distrito de Frýdek-Místek.